# Virginio Epis
Virginio Epis (Oltre il Colle, 18 agosto 1931 – Aosta, 8 febbraio 2025) è stato un alpinista e militare italiano.
È stato Maresciallo Maggiore ''Aiutante'' degli Alpini ed ha fatto parte del primo gruppo di italiani a scalare l'Everest, il 7 maggio 1973.

## Everest
Virginio ha fatto parte della spedizione militare italiana all'Everest (nome ufficiale: Italian Everest Expedition EEI) guidata da Guido Monzino, la quale era composta da 63 membri di cui 52 erano militari.
Va ricordato un importante episodio di abnegazione nel quale il maresciallo Epis, istruttore della Scuola militare alpina di Aosta che faceva parte della seconda cordata giunta in vetta (composta dal capitano dei Carabinieri Fabrizio Innamorati, dallo stesso Epis e dal sergente Claudio Benedetti, oltre agli sherpa) è tornato al campo base a prendere una riserva d’ossigeno, evitando una tragedia per due componenti della spedizione.